# 竹旺山友久
竹旺山 友久（ちくおうざん ともひさ、1921年3月12日 - 1977年1月5日）は、千葉県銚子市出身で山分部屋に所属した大相撲力士。本名は白土 酉松。得意手は突っ張り、右四つ、寄り、投げ。最高位は東前頭16枚目（1948年10月場所）。

## 来歴
千葉県銚子市出身、山分部屋に入門、1938年5月場所に初土俵。負け越しなし（五分の成績の場所はある）で1945年6月場所に新十両をはたす。右四つからの寄りや投げには迫力があり、大器と期待もされた。十両で3年、1948年5月場所に新入幕をはたし、その場所6勝5敗と勝ち越したが、翌場所3勝8敗と負け越すと、そのまま27歳で廃業した（番付上は1949年1月場所も幕内に名をとどめている）。
廃業後は、東富士とともに東映の時代劇映画に出演経験がある。

## 主な戦績
- 通算成績：94勝77敗13休 勝率.550
- 幕内成績：9勝13敗13休 勝率.409
- 現役在位：21場所
- 幕内在位：3場所

### 場所別成績
| 1938年 （昭和13年） | x                        | （前相撲）         | x                |
| 1939年 （昭和14年） | 東序ノ口31枚目 5–2       | 東序二段24枚目 4–4 | x                |
| 1940年 （昭和15年） | 東序二段8枚目 5–3        | 東三段目41枚目 5–3 | x                |
| 1941年 （昭和16年） | 東三段目17枚目 5–3       | 西幕下38枚目 4–4   | x                |
| 1942年 （昭和17年） | 西幕下36枚目 4–4         | 東幕下26枚目 4–4   | x                |
| 1943年 （昭和18年） | 西幕下20枚目 4–4         | 西幕下16枚目 5–3   | x                |
| 1944年 （昭和19年） | 東幕下7枚目 4–4          | 東幕下6枚目 3–2    | 西幕下3枚目 4–2  |
| 1945年 （昭和20年） | x                        | 東十両8枚目 6–1    | 東十両2枚目 5–5  |
| 1946年 （昭和21年） | x                        | x                  | 東十両2枚目 6–7  |
| 1947年 （昭和22年） | x                        | 東十両3枚目 3–7    | 西十両6枚目 9–2  |
| 1948年 （昭和23年） | x                        | 東前頭18枚目 6–5   | 東前頭16枚目 3–8 |
| 1949年 （昭和24年） | 東前頭21枚目 引退 0–0–13 | x                  | x                |
| 各欄の数字は、「勝ち-負け-休場」を示す。 優勝 引退 休場 十両 幕下 三賞：敢=敢闘賞、殊=殊勲賞、技=技能賞 その他：★=金星 番付階級：幕内 - 十両 - 幕下 - 三段目 - 序二段 - 序ノ口 幕内序列：横綱 - 大関 - 関脇 - 小結 - 前頭（「#数字」は各位内の序列） |                          |                    |                  |

### 幕内対戦成績
| 愛知山 | 0 | 2 | 梅錦   | 0 | 1 | 大岩山 | 0 | 1 | 大熊   | 0 | 1 |  |  |  |
| 大ノ海 | 0 | 2 | 大蛇潟 | 1 | 0 | 柏戸   | 0 | 1 | 九州錦 | 1 | 1 |  |  |  |
| 清水川 | 0 | 1 | 柏農山 | 1 | 0 | 広瀬川 | 0 | 2 | 藤田山 | 0 | 1 |  |  |  |
| 二瀬山 | 1 | 0 | 緑國   | 2 | 0 | 三濱洋 | 1 | 0 | 若葉山 | 1 | 0 |  |  |  |